# اف‌تی‌اکس گیمز
اِف‌تی‌اِکس گیمز (انگلیسی: FTX Games) ناشر بازی های ویدئویی آمریکایی مستقر در سن دیگو است. این شرکت ابتدا در سال ۲۰۰۶ به عنوان Funtactix تأسیس شد اما در مارس ۲۰۱۶ توسط پلی‌تک خریداری شد و به عنوان اف‌تی‌اکس گیمز تغییر نام داد. در ژوئن ۲۰۲۰ ، اف‌تی‌اکس گیمز توسط Tilting Point Media خریداری شد.